# NGC 3323
NGC 3323 je prečkasta spiralna galaktika u zviježđu Malom lavu.

## Vanjske poveznice
- (eng.) SEDS: NGC 3323
- (eng.) Revidirani Novi opći katalog
- (eng.) Izvangalaktička baza podataka NASA-e i IPAC-a
- (eng.) Astronomska baza podataka SIMBAD
- (eng.) VizieR